# Dominik Prokop (Fußballspieler)
Dominik Prokop (* 2. Juni 1997 in Wien) ist ein österreichischer Fußballspieler.

## Karriere

### Verein
Prokop begann seine Karriere beim SC Team Wiener Linien. 2005 wechselte er innerhalb Favoritens zum FK Austria Wien, wo er auch in der Akademie spielte. Im März 2013 debütierte er in der Drittligamannschaft. Nach fast 70 Spielen für die Amateure stand er im Februar 2016 erstmals im Profikader. Sein Profidebüt gab er im April 2016, als er bei der Heimniederlage gegen den SV Grödig in der Schlussphase eingewechselt wurde. Am 20. Oktober 2016 erzielte Prokop im Spiel gegen AS Rom sein erstes Tor im Trikot der Austria.
Nach 86 Bundesligaeinsätzen für die Austria verließ er den Verein nach der Saison 2019/20 nach 15 Jahren. Nach mehreren Monaten ohne Verein wechselte Prokop im Dezember 2020 nach Deutschland zum Drittligisten SV Wehen Wiesbaden, bei dem er zunächst einen bis Juni 2021 laufenden Vertrag erhielt. Er traf direkt in seinen ersten beiden Einsätzen für den SVWW, verletzte sich aber schon nach kurzer Zeit am Meniskus und fiel für den Rest der Saison aus. Sein Vertrag wurde im Februar 2021 um zwei Jahre verlängert. Insgesamt kam er für Wiesbaden zu 32 Einsätzen in der 3. Liga.
Im August 2022 wechselte Prokop nach Kroatien zum Erstligisten HNK Gorica. Für Gorica kam er insgesamt zu sechs Einsätzen in der 1. HNL. Bereits im Februar 2023 verließ er den Klub allerdings wieder und kehrte im Februar 2023 nach Österreich zurück, wo er leihweise zum TSV Hartberg wechselte. Nach elf Bundesligaeinsätzen für den TSV wurde er im Mai 2023 per Kaufoption fest verpflichtet und erhielt ein bis Juni 2026 laufendes Arbeitspapier.

### Nationalmannschaft
Prokop spielte im September 2012 erstmals für eine österreichische Jugendnationalauswahl. Im August 2013 debütierte er für die U-17-Auswahl. Sein erstes Spiel für die U-18-Mannschaft absolvierte er im September 2014 gegen die Slowakei. Im März 2015 absolvierte er gegen Mexiko sein einziges Spiel für das U-20-Team. Im Juli 2015 spielte er schließlich auch erstmals für die U-19-Mannschaft.
Im März 2017 debütierte er in einem Testspiel gegen Australien für die U-21-Auswahl.

## Persönliches
Sein Bruder Lukas (* 1999) ist ebenfalls Fußballspieler.